# Кривина (городская область София)
Кривина (болг. Кривина) — село в Болгарии. Находится в Городской области Софии, входит в общину Столична. Население составляет 1 433 человека.

## Политическая ситуация
В местном кметстве Кривина, в состав которого входит Кривина, должность кмета (старосты) исполняет Йордан Георгиев Георгиев (Болгарская социалистическая партия (БСП)) по результатам выборов правления кметства.
Кмет (мэр) общины Столична — Бойко Методиев Борисов (ГЕРБ) по результатам выборов в правление общины.